# Jean-Thomas Nordmann
Pour les articles homonymes, voir Nordmann.
Jean-Thomas Nordmann, né le 16 février 1946 à Paris, est un historien, critique littéraire et homme politique français.
Il est membre du Parti radical, de l'Union pour la démocratie française (UDF) puis du Mouvement Démocrate (MoDem).

## Biographie
Jean-Thomas Nordmann étudie à l'École normale supérieure de la rue d'Ulm (classé deuxième (cf bulletin de la Société des Amis de l'Ecole Normale Supérieure, 1966)[réf. souhaitée] au concours de 1966), agrégé des lettres classiques (classé premier au concours de 1969), docteur d'État ès lettres et sciences humaines. Il est assistant de littérature française à la Sorbonne à partir de 1970, puis professeur à l'université d'Amiens à partir de 1994, et maître de conférences d'histoire à l'Institut d'études politiques de Paris de 1970 à 1990.
Chargé de mission au cabinet du ministre de l'éducation nationale de 1972 à 1974, il est conseiller technique au cabinet du Secrétaire d'État à l'environnement puis à la Fonction publique de 1974 à 1976 et du ministre du Commerce et de l'Artisanat de 1976 à 1977. 
Président des Jeunesses radicales de 1966 à 1968, il siège au Bureau national du Parti radical à partir de 1970. Il est vice-président du parti de 1977 à 2003 et membre du Bureau politique de l'Union pour la démocratie française à partir de 1981.
Conseiller de Paris de 1983 à 1995, il est maire-adjoint du 19e arrondissement de Paris en 1983. Député au Parlement européen de 1982 à 1999 et de 2002 à 2004, il exerce plusieurs fonctions de présidence de commission d'enquête et de délégation au sein de cette institution.
Jean-Thomas Nordmann est député européen de 1982 à 1999, puis en remplacement de François Bayrou de juin 2002 à 2004, siège à la direction du Parti radical.
Il a exercé des responsabilités dans de nombreuses associations, notamment comme  vice-président  du club "Le nouveau Contrat social", de l'Association française pour la Communauté atlantique, du Mouvement européen de France ainsi que de l'Association des anciens élèves de l’École Normale Supérieure.
Auteur d'articles et d'ouvrages sur l'histoire du radicalisme et sur la critique littéraire, Jean-Thomas Nordmann est membre du comité de rédaction de la revue Commentaire.
Il est chevalier de la légion d'honneur et des palmes académiques.

## Publications
- Histoire des radicaux, Table Ronde, 1974.
- La France radicale,  Gallimard, Collection "Archives", 1977.
- Taine et la critique scientifique, PUF, 1992.
- La critique littéraire française au XIXe siècle (1800-1914), Le Livre de Poche, 2001.